# The Jolt
I Jolt furono un gruppo musicale punk rock scozzese, in attività tra il 1976 ed il 1979.

## Storia
Formatisi a Glasgow nel 1976, si contraddistinguono subito per le sonorità a metà tra il powerpop ed il primo punk rock, e per il look curato che li delinea come precursori del movimento mod revival poi esploso qualche anno più tardi in Inghilterra ed in tutta la Gran Bretagna.
Nel 1977 firmano con la Polydor Records e nel 1978 viene pubblica il loro primo, unico ed omonimo album in studio, contenente dodici tracce tra cui What'cha Gonna Do About It, canzone scritta da Ian Samwell e Brian Potter per gli Small Faces, gruppo simbolo dei primi mod inglesi degli anni sessanta.
Nel 1979 esce l'EP di quattro tracce Maybe Tonight in cui sono presenti una versione di See Saw, canzone scritta da Paul Weller e contenuta come b side nel singolo Eton Rifles dall'album Setting Sons dei The Jam, e Stop Look, anch'essa scritta da Weller. L'ammirazione per Weller e la sua band sfocia, sin dai primi anni, in una forte collaborazione tra i due gruppi e ad alcune opening act dei Jolt ai concerti dei Jam; vicinanza che porta però gli scozzesi ad essere considerati dalla critica una "brutta copia" della band inglese, lasciandoli così nell'ombra fino al definitivo scioglimento nel 1979.

## Formazione
- Robbie Collins - chitarra
- Jim Doak - cantante e basso
- Iain Shedden - batteria

## Discografia

### Album
- 1978 - The Jolt

### Singoli
- 1977 - All I Can Do

### EP
- 1979 - Maybe Tonight